# Helma Sanders-Brahms
Pour les articles homonymes, voir Sanders et Brahms (homonymie).
Helma Sanders-Brahms, née le 20 novembre 1940 à Emden (Basse-Saxe) et morte le 27 mai 2014 à Berlin, est une réalisatrice allemande, figure du Frauenfilm.

## Biographie
Née en novembre 1940 à Emden,, Helma Sanders-Brahms étudie à l'université l'allemand et l'anglais. Elle travaille d'abord comme journaliste pour la télévision allemande avant de se lancer dans le cinéma avec les réalisateurs italiens Sergio Corbucci et Pier Paolo Pasolini, à la suite de sa rencontre avec Pasolini qui l'engage comme assistante sur Médée. Elle s'est fait connaître au cours de la période du nouveau cinéma allemand. Elle est notamment connue pour le film Allemagne, mère blafarde, sorti en 1980 et qui s'inspire en partie de la vie de sa propre mère pendant le nazisme.
Elle fait partie du jury de la Berlinale 1982.
Elle est élue membre de l'Académie des arts de Berlin en 1997.
Lorsqu'elle réalise, en 2007, un film sur la rencontre entre le compositeur Johannes Brahms et la compositrice Clara Schumann (la femme du compositeur Robert Schumann), il est rappelé qu'elle est la descendante d'une nièce de Johannes Brahms (cinquième génération).
Elle meurt le 27 mai 2014 à Berlin, des suites d'une longue maladie,.

## Filmographie
- 1973 : Die Maschine
- 1975 : Sous les pavés, la plage (Unter dem Pflaster ist der Strand)
- 1975 : Shirins Hochzeit (de) (téléfilm)
- 1975 : Tremblement de terre au Chili (es) (Erdbeben in Chili)
- 1977 : Heinrich
- 1980 : Allemagne, mère blafarde (Deutschland, bleiche Mutter)
- 1981 : La Fille offerte (Die Berührte)
- 1984 : L'Avenir d'Émilie (Flügel und Fesseln)
- 1987 : Laputa
- 1988 : Felix
- 1992 : Les Fruits du paradis (en) (Apfelbäume)
- 1997 : Mein Herz - Niemandem! (en)
- 2008 : Clara (Geliebte Clara)